# Прапор Звенигородського району

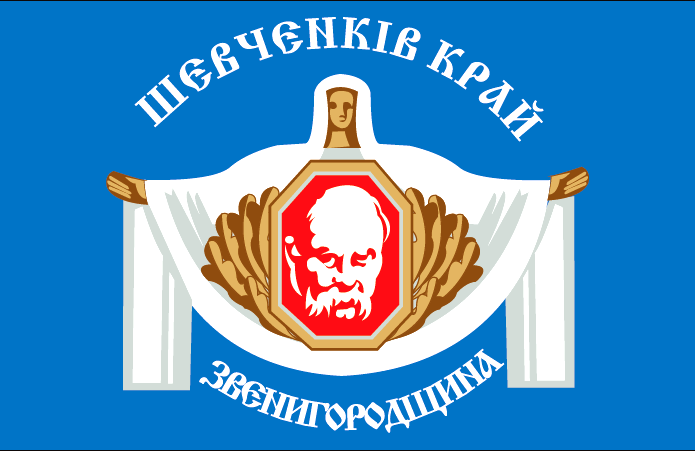
Зображення на зворотній стороні полотнища

Пра́пор Звенигородського району затверджений 28 жовтня 2003 року сесією Звенигородської районної ради Черкаської області.

## Опис
Прямокутне синє полотнище з співвідношенням сторін 2:3 має на одній стороні зображення герба району, на другій — Матір Божу, яка благословляє край образом Тараса Шевченка, який вписано у восьмигранний червоний щит, оповитий з боків золотим дубовим листям. Півколами зверху та знизу написи «Шевченків край» і «Звенигородщина».